# Filippo Mezzi
Filippo Pietro Antonio Maria Mezzi (Cologno Monzese, 27 settembre 1857 – Castelveccana, 6 marzo 1950) è stato un avvocato, dirigente d'azienda e politico italiano.

## Biografia
Avvocato civilista, specializzato nel ramo commerciale, consigliere comunale di Milano, è stato presidente e membro del direttorio della sezione lombarda della Società Dante Alighieri, vicepresidente della Banca popolare di Milano e dell'Istituto delle case popolari della provincia di Milano, presidente della Lega economica italiana e degli Istituti ospedalieri di Milano.